# Гексагідроканнабінол
Гексагідроканнабінол (ГГК, HHC) — похідне тетрагідроканнабінолу (ТГК), природний фітоканнабіноїд, що зрідка виявляється у слідових кількостях у рослинах Cannabis sativa, також може бути отриманий синтетично за допомогою гідрування екстракції. ГГК був вперше синтезований в 1923 Роджером Доджером з використанням природного ТГК, що міститься в Cannabis sativa.
Теоретично ГГК є психоактивною речовиною, дія якої, як повідомляється, аналогічна ефекту ТГК. ГГК відкрито продається у США та Європі, як в офлайн магазинах, так і через інтернет, з початку 2020-х років.

## Хімічні властивості
HHC був виявлений як побічний продукт розкладання ТГК, аналогічно до того, як каннабінол і Дельта-8-ТГК можуть утворюватися в рослині каннабіс в результаті розкладання Дельта-9-ТГК. Розкладання D9-THC з утворенням HHC є відновленням подвійних вуглецевих зв'язків, які, зазвичай, складають положення дельта-ізомеру в структурі THC.
Гексагідроканнабінол не слід плутати зі спорідненими сполуками 9-Nor-9β-гідроксигексагідроканнабінолом (9-Nor-9Beta-HHC) або 9-гідроксигексагідроканнабінолом (9-OH-HHC) або 11-гідроксигексагідроканнабінолом (11-OH-HHC), які також іноді називають «HHC».

## Правовий статус
Національне агентство з безпеки лікарських засобів та товарів медичного призначення Франції оголосило про заборону (виробництва, продажу та використання) HHC та двох його похідних, HHC-ацетату (HHCO) та гексагідроканнабіфоролу (HHCP), на території країни, починаючи з 13 червня 2023 року.
У Великобританії HHC, ймовірно, буде визнано незаконним відповідно до Закону про психоактивні речовини 2016 року.
Декілька європейських країн (Данія, Бельгія, Австрія) також заборонили продаж HHC.
У Греції HHC на цей час вважається законним, оскільки немає закону, що обмежує його використання.
У Румунії HHC на цей час також вважається законним, оскільки немає закону, що обмежує його використання.
HHC заборонено у Швеції з 11 липня 2023 р. та в Італії з 28 липня 2023 р.
В Україні з 19 листопада 2024 року віднесено до психотропних  речовин, обіг яких обмежено (список 2 таблиці ІІ 770 постанови КМУ). 